# Dżibuti na Letnich Igrzyskach Olimpijskich 1984
Dżibuti na Letnich Igrzyskach Olimpijskich 1984 reprezentowało 3 zawodników, tylko mężczyźni.

## Skład kadry

### Lekkoatletyka
- Djama Robleh
  - maraton - 8. miejsce

- Ahmed Salah
  - maraton - 20. miejsce

- Omar Abdillahi Charmarke
  - maraton - 32. miejsce